# Диуф, Эль-Хаджи
Эль-Хаджи́ Уссейну́ Диу́ф (фр. El-Hadji Ousseynou Diouf, араб. الحاج ديوف‎; род. 15 января 1981[…], Луга) — сенегальский футболист, полузащитник и нападающий.

## Клубная карьера
Диуф начал карьеру во Франции, где он выступал за «Сошо». Его дебют состоялся 12 ноября 1998 года в матче против «Бастии», который его команда выиграла со счётом 2:1. Следующий сезон Эль-Хаджи начинал уже в «Ренне», а ещё через год он оказался в «Лансе», где провёл следующие два сезона и остановился в шаге от завоевания чемпионского титула.

В 2002 году Диуф, в составе сборной Сенегала блеснувший на чемпионате мира в Японии и Южной Корее, перебрался в Англию, подписав соглашение с «Ливерпулем». Изначально «Ланс» намеревался продать игрока за 9 млн фунтов стерлингов, но затем поднял сумму еще на миллион. Тогдашний наставник мерсисайдцев Жерар Улье предпочёл его неплохо зарекомендовавшему себя на «Энфилде» Николя Анелька, который провёл вторую половину сезона 2001/02 в аренде в «Ливерпуле». Улье высоко оценил мастерство и работоспособность приобретаемого игрока, однако спустя два года его мнение о футболисте было уже совсем другим: 
Самым большим разочарованием для меня стал Эль-Хаджи Диуф, потому что он обладает огромным потенциалом, но никогда не демонстрировал стабильности.
 А Стивен Джеррард сказал о нём так: 
Я никогда не был большим поклонником Диуфа. Находясь в Мелвуде и на «Энфилде», я знал, какие игроки голодны (до побед — прим. ред.), для кого из них по-настоящему важен «Ливерпуль». Диуфу важен был лишь он сам. Его отношение к делу было совершенно неправильным. Я чувствовал, что он не готов отдавать все силы на то, чтобы сделать «Ливерпуль» чемпионом.
Диуф выиграл с «Ливерпулем» Кубок Лиги в 2003 году, принял участие в матчах Лиги чемпионов и Кубка УЕФА, но остался в памяти болельщиков клуба, как одно из худших приобретений «эры Улье». Диуф также запомнился своим неспортивным поведением, в том числе эпизодом, когда он плюнул в толпу болельщиков «Селтика», расположившихся на трибуне, во время матча на Кубок УЕФА.

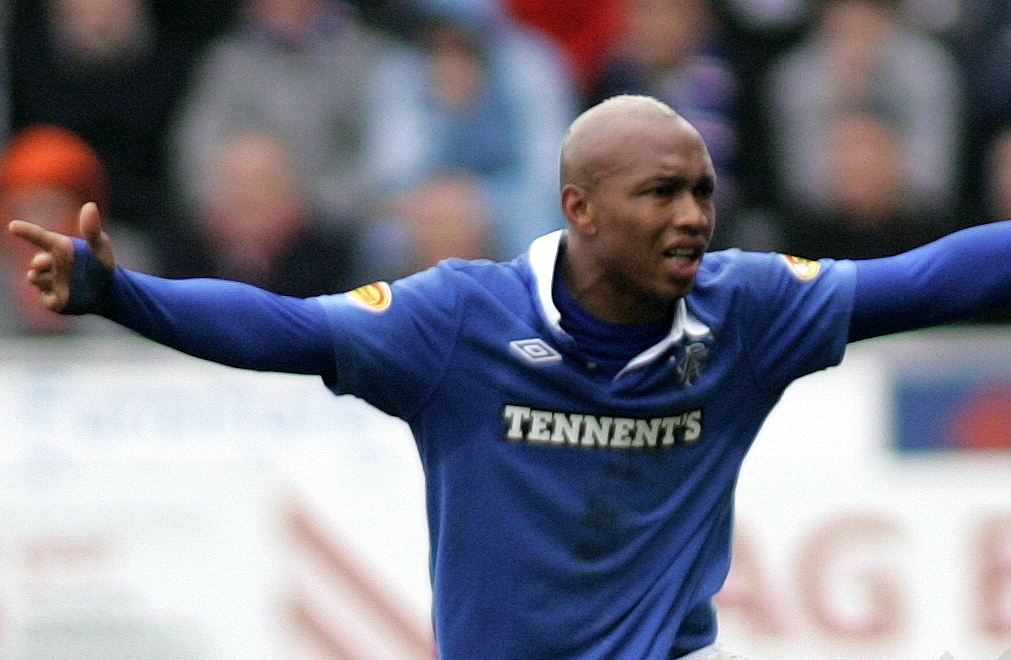
Диуф в составе «Рейнджерс»

Сезон 2004/05 Диуф провёл в аренде в клубе «Болтон Уондерерс», после чего был приобретён тренером этой команды Сэмом Эллардайсом на постоянной основе. Сумма, которую «Болтон» заплатил «Ливерпулю» за игрока, осталась неизвестной. Диуф стал постоянным игроком основы клуба и заслужил признание у болельщиков команды. Однако, 3 мая 2008 года в интервью BBC он заявил, что по окончании сезона покинет «Болтон» и не намерен более оставаться в английской Премьер-лиге. Однако, свойственные Диуфу громкие заявления, так и остались заявлениями. Всего лишь через два месяца Диуф подписывает контракт с «Сандерлендом», а на следующий год с «Блэкберн Роверс». В обеих командах лавров Диуф не снискал: в «Сандерленде» ему не удалось отличиться ни разу, а в «Блэкберне» в 60 проведённых матчах Диуф забил всего четырежды. Принимая во внимание крайне низкую результативность, вздорный и капризный характер, тренерским штабом Стива Кина без сожаления было принято решение отдать в январе 2011 года Диуфа в аренду шотландскому «Рейнджерс», где в 15 проведённых играх он смог забить лишь единожды.
Осенью 2011 года подписал трёхмесячный контракт с клубом «Донкастер Роверс», который по итогам сезона занял последнее место в Чемпионате английской лиги и выбыл в третий дивизион.
В начале мая 2012 года Диуф заявил о своём намерении продолжить карьеру в клубе «Лидс Юнайтед». 11 августа стало известно, что сенегалец стал игроком команды, не подписав при этом профессионального контракта. В этот же день, в матче Кубка лиги с «Шрусбери Таун» (4:0), он дебютировал в составе «белых» в официальных матчах.

## Международная карьера
Эль-Хаджи дебютировал в сборной Сенегала в 2000 году, в матче против Бенина. Он принял участие в чемпионате мира 2002 года, на котором его команда в матче открытия сенсационно обыграла действующих чемпионов — французов, пробилась в плей-офф, где выиграла у сборной Швеции, а потом уступила Турции в дополнительное время. В составе сборной Сенегала Диуф дошёл до финала Кубка африканских наций в 2002 году.
В 2004 году он попал в список ФИФА 100, приуроченный к столетию ФИФА. В том же году он был дисквалифицирован на четыре международных матча после того, как позволил себе грубо высказаться в адрес арбитра одного из матчей сборных. В октябре 2007 года Эль-Хаджи объявил было, что уходит из сборной Сенегала в связи с постоянными организационными проблемами её руководства, однако спустя несколько дней главный тренер команды Хенрик Касперчак сказал, что Диуф остаётся в его команде.

## Достижения

### Командные
«Ланс»
- Вице-чемпион Франции: 2002

«Ливерпуль»
- Обладатель Кубка английской Лиги: 2003

«Рейнджерс»
- Чемпион Шотландии: 2010/11
- Обладатель Кубка шотландской лиги: 2010/11

Сборная Сенегала
- Участник чемпионата мира: 2002
- Финалист Кубка африканских наций: 2002

### Личные
- Африканский футболист года (2): 2001, 2002
- Африканский футболист года по версии Би-би-си: 2002
- Член символической сборной чемпионата мира 2002
- Входит в список ФИФА 100